# ジェイアール東海関西開発
ジェイアール東海関西開発株式会社（ジェイアールとうかいかんさいかいはつ、英: JR Development and Management Corporation of Kansai）は、京都府に本社を置く東海旅客鉄道(JR東海)の完全子会社（連結子会社）。同社が保有している不動産の管理・運営を行う企業である。本社建物は1999年度のグッドデザイン賞（建築デザイン部門）を受賞している。

## 管理・運営する施設
- JR東海京都駅 - 駅構内直営店舗および「京都八条ASTY ROAD」レストラン街の運営
- JR東海新大阪駅 - 「ASTY新大阪」（大阪のれんめぐり等）の運営[4]
- 東海道新幹線高架下（米原 - 新大阪間）- 不動産の賃貸管理、沿線の駐車場の管理運営

| 京都駅新幹線八条口改札前のASTY ROAD |  | 新大阪駅の大阪のれんめぐり |  | 高架下駐車場(京都) |
| 京都駅新幹線八条口改札前のASTY ROAD |  | 新大阪駅の大阪のれんめぐり |  | 高架下駐車場(京都) |

## 労働組合
- ジェイアール東海関西開発労働組合（JR東海グループ労働組合連合会）